# Pseudoplatystoma metaense
Pseudoplatystoma metaense é uma espécie de peixes de água doce, da família Pimelodidae na ordem dos Siluriformes, nativos da bacia do rio Orinoco, em Colômbia e Venezuela.

## Descrição
Podem alcançar os 56 cm de comprimento total. Tem uma cabeça estreita e focinho achatado, um pouco expandido anteriormente. Pigmentação escura no dorso e flancos, lados da cabeça e à cauda. Apresenta manchas pretas distribuídas aleatoriamente sobre a região escura no corpo; até 5 linhas verticais nos flancos; 2 ou 3 linhas curvadas em forma de laço ou bucle; algumas manchas na região branca latero-ventral; barbatana adiposa com 5 a 8 pontos escuros; barbatanas peitorais e pélvicas pálidas, sem pigmentação. Barbilhões dos maxilares curtos, não indo além aba opérculo. 35 vértebras.